# Дикий цветок (телесериал, 2017)
«Дикий цветок» (англ. Wildflower) — филиппинский телесериал, в главной роли Майя Сальвадор. Он транслировался на ABS-CBN с 13 февраля 2017 по 9 февраля 2018 года.

## Сюжет
События происходят вокруг Лили Круз, которая (вместе со всеми близкими) становится жертвой безжалостной семьи Ардиенте. Эмилия Торильо, де-факто матриарх из семьи Ардиенте, приказала убить Камию и Данте Круз, родителей Лили. Без ведома Эмилии, Лили пережила резню. Лили привезли к Приянка Агуасу, предпринимательнице-миллиардеру, которая еу сыновила. Лили изменила свою лвнешность,и стала Айви Агуас, волевой женщиной. Она возвращается в Poblacion Ardiente как Айви, чтобы отомстить за своих родителей и всех остальных, кто стал жертвой злой семьи Ардиенте.
| Сезон | Сезон | Эпизоды | Эпизоды | Первоначальная трансляция | Первоначальная трансляция |
| Сезон | Сезон | Эпизоды | Эпизоды | Первая серия              | Последняя серия           |
| ----- | ----- | ------- | ------- | ------------------------- | ------------------------- |
|       | 1     | 73      | 73      | 13 февраля 2017 г.        | 26 мая, 2017              |
|       | 2     | 54      | 54      | 29 мая 2017 г.            | 11 августа 2017 г.        |
|       | 3     | 80      | 80      | 14 августа 2017 г.        | 1 декабря 2017 г.         |
|       | 4     | 50      | 50      | 4 декабря 2017 г.         | 9 февраля 2018 г.         |

### Сезон 1 (2017)
Сюжет разворачивается за Лили Круз, красивой и богатой наследницей, которая хочет справедливости в отношении смерти своего отца Данте и матери Камии, а также последующих жертв, стремясь отомстить злой семье Ардиенте, могущественной политической династии в вымышленной провинции, носящей их имя. Семья Ардиенте - самая могущественная политическая сила в провинции, находящаяся под юрисдикцией губернатора Хулио Ардиенте и его дочери Эмилии, мэра муниципалитета (Poblacion Ardiente). С разрешения сильных мира сего Рауль нападает на Камию, побуждая Данте предъявить ему обвинение в изнасиловании. Мир Лили рушится, когда Данте подозрительно умирает от сердечного приступа, а она становится свидетелем изнасилования и убийства своей матери. Несмотря на то, что они были нацелены на убийство, убийцы сочувствуют 9-летней девочке, и вместо этого отпускают ее.
Прианка Агуас на законных основаниях усыновляет Лили и воспитывает ее жёсткой, предоставляя ей ресурсы для поиска справедливости в отношении своих родителей. Имея за спиной состояние в миллиард долларов, Айви привлекает внимание семьи Ардиентес, которые готовят свою кампанию к перевыборам в губернаторство и в Конгресс.

### Сезон 2 (2017)
Айви соблазняет самое слабое звено семьи Ардиентес, Арнальдо. Он становится одержимым ею, и та сводит его с ума. После того, как несколько попыток возмездия Эмилии потерпели неудачу, Эмилия была помещена в психбольницу учреждение. Затем Айви свергает Хулио Ардиенте с его места губернатора, и ослабляет его власть в провинции, а затем лишает его единственного человека, которого он любит, - его внука Арнальдо. Однако на протяжении всей последовательности событий Ардиентес определили, что Айви - противник. После того как она была схвачена, Ардиентес избавились от нее, похоронив заживо в деревянном гробу. Она чудом избегает смерти и собирается вернуться с удвоенной силой.

### Сезон 3 (2017)
В ходе тщательно спланированного угона Айви разбивает ворота на праздновании, проводимом Ардиентесами, и открывает своё настоящее имя как Лили Круз. Это изумляет Ардиентес, которые наблюдали за ее «похоронами» на кладбище. Посредством серии действий она подрывает мощное влияние семьи Ардиентес, но внезапно появляется новый скрытый враг. Позже выясняется, что это Хелена Монтойя, настоящая мать Эмилии Ардиенте, также известная в криминальном мире как «Красный дракон», и контролирующая операции крупнейшего преступного синдиката страны. Несмотря на зловещее резюме, Хелена не может сравниться с превосходными навыками Айви, и после нескольких конфликтов Лили останавливает операции «Красного дракона».

### Сезон 4 (2017–18)
Когда Диего и Лили поженились, Арнальдо внезапно вошел на курорт, где они проводили медовый месяц. Последовала конфронтация, и когда Арнальдо дошёл до крайности, он покончил жизнь самоубийством на глазах у двоих. В психиатрической больнице Эмилию преследуют злые призраки Хелены и Арнальдо, призывающие ее отомстить за их смерть, убив Лили и Диего. Позже она восстанавливает рассудок, и получает поддержку азиатского синдиката по паролю, который ей дала мать. Лили понимает это и говорит с лидером синдиката о пожилом Ардиенте, заказавшем убийство Хелены Монтойя / «Красный дракон», о чем они оба соглашаются, что дочь Эмилия должна знать. Между тем, они также обнаруживают ценную информацию о месте тайного захоронения жертв, которое Ардиенте начали использовать в середине 50-х годов, когда семья захватила власть. Джепой и Анна связываются с местными СМИ по поводу массового захоронения и побуждают соседей сделать то же самое. Безумие на страницах СМИ, освещающих зверства, совершенные Ардиентесом, побуждает высказаться и разоблачить палачей и других жертв, включая бывших сообщников и политических сторонников, таких как Натали, бывших телохранителей, бывших убийц и судью Ластера.
Народная революция свергает семью Ардиенте. Имея веские доказательства и свидетелей, которые больше не боятся высказываться, жители провинции Ардиенте подают дела о множественных убийствах, неудавшихся убийствах, преследованиях, грабежах, которые отправят их в тюрьму на долгое время, но Хулио и Эмилия избегают плена. Их радость длится недолго, когда Хулио убивает Диего из снайперской винтовки, а затем снова укрывается.
Эмилия, наконец, понимает, что ее отец напрямую участвовал в убийствах ее тети Клэр и матери Хелены; и что он никогда не уважал ее как равную. Пока Лили пытается помешать Хулио сбежать, Эмилия сталкивается лицом к лицу со своим отцом, стреляя в него несколько раз, пока он, по-видимому, не умер, но не раньше, чем отомстил своей дочери, выстрелив ей в позвоночник. Позже Эмилия, страдающая параличом нижних конечностей, отбывает наказание в тюрьме. Затем Лили приходит к ней, протягивает оливковую ветвь и прощает ее. Между тем, Венера, приемная дочь Хелены Монтойя, также известной как «Красный Дракон», по-видимому, спасла Хулио от смерти только для того, чтобы убить его самой в качестве мести за то, что последний убил свою приемную мать путем сжигания её паяльной лампой. Этого персонажа сыграла актриса Карилла, реальная дочь Жазсы Падиллы (сыгравшая также Хелену / «Красный дракон»).

## В ролях
- Маха Сальвадор — Айви Агуас / Лили Круз
- Тирсо Круз III — Хулио Ардиенте
- Жа Жа Падилья — Хелена Монтойя (сезон 3, специальный гость; сезон 4, главный) / Red Dragon (сезон 3, специальный гость; сезон 4, основной)
- Айко Мелендес — Эмилия Ардиенте Торильо
- Джозеф Марко — Диего Торильо (сезон 1, поддержка; сезоны 2-4, основной)
- Саншайн Круз — Камия Делос Сантос Круз / Жасмин (сезон 1)
- Вендел Рамос — Рауль Торильо (сезоны 1-4) / Fake Jaguar (сезоны 2-4)
- Аркей Багацинг — Арнальдо Ардиенте Торильо (сезон 1, поддержка; сезоны 2-4, основной)
- Вин Абреника — Джепой Мадригал (сезон 1, поддержка; сезоны 2-4, основной)
- Йен Сантос — Розана «Ана» Наварро-Мадригал (сезоны 2-3, поддержка; сезон 4, основной) / Поддельная Лили Круз (сезоны 2-3, поддержка)
- Кристиан Васкес — Данте Круз (сезоны 1, 4, специальный гость) / Дамиан Круз (сезон 3, поддержка; сезон 4, основной) / Real Jaguar (сезон 3, поддержка; сезон 4, основной)
- Роксан Барсело — Натали Алькантара (сезоны 1-3, поддержка; сезон 4, основной)
- Мико Равал — Марлон Кабрера (сезоны 2-3, поддерживающий; сезон 4, основной)

## Награды и номинации
| Год  | Награда                                                                   | Категория                                         | Получатель     | Результат   | Примечание |
| ---- | ------------------------------------------------------------------------- | ------------------------------------------------- | -------------- | ----------- | ---------- |
| 2017 | 7th EdukCircle Awards                                                     | Лучшая актриса - сериал                           | Маха Сальвадор | Номинация   |            |
| 2017 | 31st PMPC Star Awards for Television                                      |                                                   |                |             |            |
| 2017 | Лучшая драматическая актриса                                              | Маха Сальвадор                                    | Номинация      | [ 7 ] [ 8 ] |            |
| 2017 | Лучшая драматургическая актриса                                           | Айко Мелендес                                     | Победа         | [ 7 ] [ 8 ] |            |
| 2017 | Лучший премьерный сериал                                                  | Дикий цветок                                      | Номинация      | [ 7 ] [ 8 ] |            |
| 2017 | RAWR Awards 2017                                                          | Актриса года                                      | Маха Сальвадор | Победа      | [ 9 ]      |
| 2017 | RAWR Awards 2017                                                          | Конечная звезда                                   | Маха Сальвадор | Победа      | [ 9 ]      |
| 2017 | RAWR Awards 2017                                                          | Конечный злодей                                   | Айко Мелендес  | Победа      | [ 9 ]      |
| 2017 | RAWR Awards 2017                                                          | Сериал года                                       | Дикий цветок   | Победа      | [ 9 ]      |
| 2017 | 8th TV Series Craze Awards 2017                                           | Лучший прайм-тайм сериал                          | Дикий цветок   | Победа      | [ 10 ]     |
| 2017 | 8th TV Series Craze Awards 2017                                           | Ведущая актриса года                              | Маха Сальвадор | Победа      | [ 10 ]     |
| 2017 | 8th TV Series Craze Awards 2017                                           | Злодей года                                       | Айко Мелендес  | Победа      | [ 10 ]     |
| 2017 | 8th TV Series Craze Awards 2017                                           | Самый перспективный актер                         | Аркей Багацинг | Победа      | [ 10 ]     |
| 2017 | 3rd (Global Innovative College) Illumine Innovation Awards for Television | Самая инновационная телевизионная актриса         | Маха Сальвадор | Победа      | [ 11 ]     |
| 2017 | 22nd Asian Television Awards                                              | Лучший актер в роли второго плана                 | Тирсо Круз III | Номинация   | [ 12 ]     |
| 2018 | 2nd Guild of Educators, Mentors, and Students (GEMS) 2017                 | Лучшая актриса в сериале                          | Маха Сальвадор | Победа      | [ 13 ]     |
| 2018 | 2nd Guild of Educators, Mentors, and Students (GEMS) 2017                 | Лучший актер в сериале                            | Аркей Багацинг | Победа      | [ 13 ]     |
| 2018 | Bulacan State University Batarisan Awards 2018                            | Лучшая женская телевизионная личность             | Маха Сальвадор | Победа      | [ 14 ]     |
| 2018 | Platinum Stallion Media Awards 2018                                       | Лучший прайм-тайм сериал                          | Дикий цветок   | Победа      | [ 15 ]     |
| 2018 | Platinum Stallion Media Awards 2018                                       | Лучшая телевизионная актриса                      | Маха Сальвадор | Победа      | [ 15 ]     |
| 2018 | Platinum Stallion Media Awards 2018                                       | Лучшая актриса второго плана                      | Айко Мелендес  | Победа      | [ 15 ]     |
| 2018 | Platinum Stallion Media Awards 2018                                       | Лучший актер второго плана                        | Аркей Багацинг | Победа      | [ 15 ]     |
| 2018 | Platinum Stallion Media Awards 2018                                       | Тринитианский медиапрактик по телевидению         | Тирсо Круз III | Победа      | [ 15 ]     |
| 2018 | Platinum Stallion Media Awards 2018                                       | Тринитианский медиа-личность                      | Джозеф Марко   | Победа      | [ 15 ]     |
| 2018 | Gawad Tanglaw Awards for TV                                               | Лучшая актриса в драматическом сериале            | Маха Сальвадор | Победа      | [ 16 ]     |
| 2018 | Gawad Tanglaw Awards for TV                                               | Лучшая актриса в драматическом сериале            | Айко Мелендес  | Победа      | [ 16 ]     |
| 2018 | Gawad Tanglaw Awards for TV                                               | Лучший актер в драматическом сериале              | Тирсо Круз III | Победа      | [ 16 ]     |
| 2018 | Gawad Tanglaw Awards for TV                                               | Лучший актер в драматическом сериале              | Аркей Багацинг | Победа      | [ 16 ]     |
| 2018 | LPU Manila UmalohokJuan Media Awards 2018                                 | Телевизионная драма года                          | Дикий цветок   | Победа      | [ 17 ]     |
| 2018 | LPU Manila UmalohokJuan Media Awards 2018                                 | Телевизионная актриса года                        | Маха Сальвадор | Победа      | [ 17 ]     |
| 2018 | 49th GMMSF Box Office Entertainment Award                                 | Самая популярная дневная телепрограмма            | Дикий цветок   | Победа      | [ 18 ]     |
| 2018 | 49th GMMSF Box Office Entertainment Award                                 | Телевизионная актриса года                        | Маха Сальвадор | Победа      | [ 18 ]     |
| 2018 | 49th GMMSF Box Office Entertainment Award                                 | Актер года, поддерживающий телевидение            | Тирсо Круз III | Победа      | [ 18 ]     |
| 2018 | Golden Laurel LPU Batangas Media Awards 2018                              | Лучший прайм-тайм сериал                          | Дикий цветок   | Номинация   | [ 19 ]     |
| 2018 | Golden Laurel LPU Batangas Media Awards 2018                              | Лучшая телевизионная актриса                      | Маха Сальвадор | Победа      | [ 19 ]     |
| 2018 | 17th Kabantugan Awards (Mindanao State University)                        | Лучшая телевизионная актриса                      | Маха Сальвадор | Победа      | [ 20 ]     |
| 2018 | 4th Alta Media Icon Awards (University of Perpetual Help System- Dalta)   | Лучшая актриса для телевидения                    | Маха Сальвадор | Победа      | [ 21 ]     |
| 2018 | 5th Urduja Film Festival Heritage Films Awards                            | Лучшая актриса                                    | Маха Сальвадор | Победа      | [ 22 ]     |
| 2018 | Asian Academy Creative Awards 2018                                        | Лучшая женская роль в главной роли (национальная) | Маха Сальвадор | Победа      | [ 23 ]     |
| 2018 | Asian Academy Creative Awards 2018                                        | Лучшая женская роль в главной роли (Азия)         | Маха Сальвадор | Номинация   | [ 24 ]     |
| 2018 | 23rd Asian Television Awards 2018                                         | Лучшая актриса в главной роли                     | Маха Сальвадор | Номинация   | [ 25 ]     |
| 2019 | Push Awards 2018                                                          | Женский телевизионный спектакль года              | Маха Сальвадор | Победа      | [ 26 ]     |

## Международная трансляция
- Африка — на канале StarTimes Novela E1 (25 апреля 2018)[27]
- Вьетнам — на канале HTV2 (19 января 2019)
- Казахстан — на канале Channel 31 (28 января 2019)
- Средний Восток — Viu[28]